# 키스 프리모
키스 데이비드 프리모(영어: Keith David Primeau, 1971년 11월 24일~)은 캐나다의 아이스하키 선수로 포지션은 센터이다. 현역 시절에 내셔널 하키 리그(NHL)의 
디트로이트 레드윙스, 하트퍼드 웨일러스, 캐롤라이나 허리케인스, 필라델피아 플라이어스 소속으로 총 15시즌 동안 1037경기에 출전했다. 동생인 웨인도 아이스하키 선수로 활동했다.
국제 대회에서 캐나다 국가대표팀의 일원으로 활동했으며, 1997년 세계 아이스하키 선수권 대회에서 금메달을 획득했다. 또한 1996년 아이스하키 월드컵에서 준우승을 차지했고, 1998년 동계 올림픽에 참가했다.